# Еберхард II фон Хиршхорн
Еберхард II фон Хиршхорн (на немски: Eberhard II von Hirschhorn Herr zu Zwingenberg; † 16 юни 1421) е благородник от род Хиршхорн на Некар в Хесен, господар на Цвингенберг в Баден-Вюртемберг.
Той е четвъртият син на Енгелхард II фон Хиршхорн († пр. 9 март 1387) и съпругата му шенка Маргарета фон Ербах († 20 май 1381/1383), дъщеря на Конрад III фон Ербах-Ербах († 1363) и Ида фон Щайнах († 1341). Внук е на Еберхард I фон Хиршхорн († 1361) и Елизабет фон Шауенбург († сл. 1374). Брат му Ханс V фон Хиршхорн († 18 ноември 1426) е юрист и дипломат.
Фамилията на господарите фон Хиршхорн получават през 1405 г. разрушения замък Цвингенбург и отново го построяват.  
Еберхард II фон Хиршхорн умира на 16 юни 1421 г. Погребан е в църквата в Ерсхайм, днес част от Хиршхорн. Фамилията измира през 1632 г.

## Фамилия
Еберхард II фон Хиршхорн се жени ок. 1380 г. за Демуд Кемерер фон Вормс († 28 февруари 1425), дъщеря на Петер II Кемерер фон Вормс-Бехтолсхайм († 1387) и Елизабет фон Линдау († 1371). Те имат една дъщеря:
- Елизабет фон Хиршхорн (* ок. 1384; † 1436), омъжена I. за Клаус фон Оберщайн, II. ок. 1416 г. за Херман IV фон Роденщайн (* ок. 1392; † сл. 1448), син на Херман III фон Роденщайн († 1419) и фон Берлихинген (* ок. 1368)